# 覃炳鑫

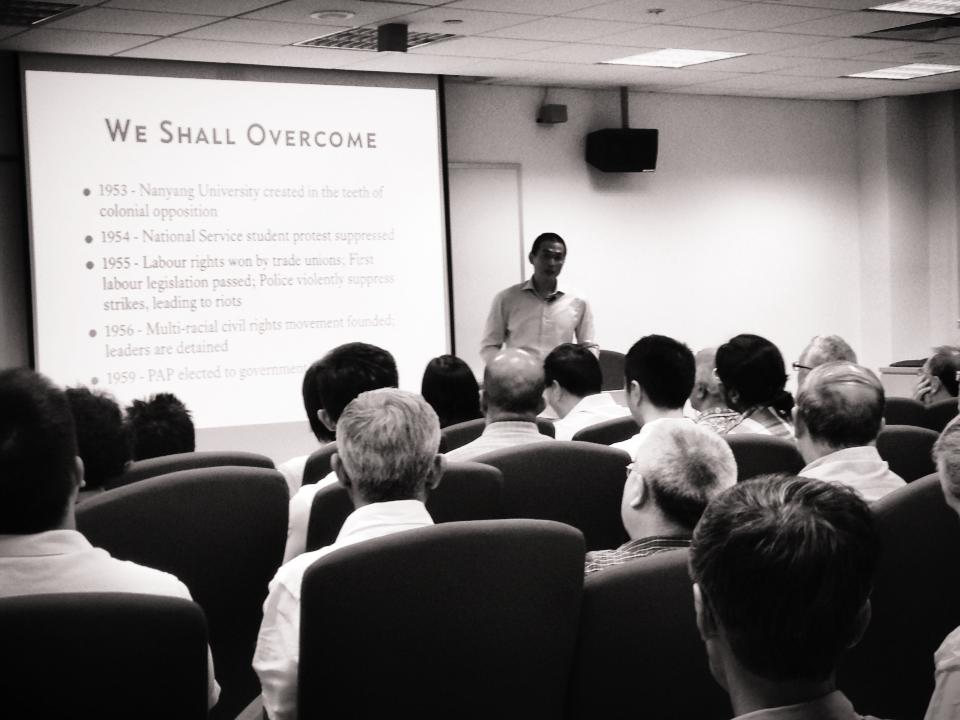
2013年在新加坡國立大學亞洲研究所發表演說的覃炳鑫

覃炳鑫（1979年12月17日—）是一名新加坡運動員、歷史學家、研究者，目前任職於牛津大學東南亞計劃。
早年就讀英華自主中學，2000年畢業於哈佛大學取得東亞研究系學士。他其後以羅德獎學金得主的身份入讀牛津大學赫特福德學院，取得他的第二個本科學位（近代史與政治）。他其後曾回母校任職高中老師，但其後重回牛津大學取得哲學博士學位。
2018年，因為新加坡政府準備就反假新聞法立法，在公開聽證會中和律政兼內政部長尚穆根進行長達六小時的辯論，期間拋出敏感的觀點：一、人民行動黨和李光耀是假新聞的散播者；二、無論是1963年的冷藏行動或1987年的光譜行動，其逮捕行動目的乃在政治利益，而非國家安全問題。

## 游泳生涯
覃炳鑫曾以16歲之齡代表新加坡在亚特兰大出賽1996年夏季奥林匹克运动会的4項比賽。
2005年8月6日，他耗時12小時24分鐘，獨自游過英倫海峽，成為首位游過英倫海峽的新加坡人。在準備此壯舉的同時，他亦以2小時52分鐘創下直布羅陀巨巖環島游的最快時間。